# Nussensee
Der Nussensee ist ein Bergsee im oberösterreichischen Teil des Salzkammergutes im Gemeindegebiet von Bad Ischl, am Nordfuß des Katergebirges und liegt auf 604 m ü. A. Der Ablauf des Nussensee ist der Nussenbach, der über die Ischl und Traun in die Donau entwässert. Der See steht seit 1965 unter Naturschutz. Der Nussensee befindet sich im Besitz der Österreichischen Bundesforste.

## Beschreibung
Er hat eine Fläche von ca. 10 Hektar und eine maximale Tiefe von 14,7 Metern. Der Nussensee ist etwa 600 Meter lang und bis zu 250 Meter breit und ein Karstwassersee. Er ist ein Druckwassersee, der fast zur Gänze von  Quellen unter der Wasserfläche gespeist wird, und unterliegt Pegelschwankungen von mehreren Metern, was regelmäßig zur Austrocknung des Überlaufes, des dort entspringenden Nussenbachs (Nussenseeache) führt.
Der See ist gänzlich als Naturschutzgebiet ausgewiesen (Nussensee in Bad Ischl, Listeneintrag, 10,2479 ha).
Die Gegend ist beliebtes Naherholungsgebiet für Ischl. Der See ist ein Badesee, mit gutem Wasserzustand, aber je nach Jahr von sehr gut bis mäßig (I–III) schwankend, als Badegewässer jedoch immer gut.
Im Frühjahr 2025 trocknete der See fast aus. Zuletzt war das 1995 der Fall.